# Elektronlyuk
Az elektronlyuk (egyszerűbb nevén lyuk) az elektron ellentétpárja bizonyos matematikai és fizikai modellekben. A fogalom bevezetése a fizikában (jellemzően a szilárdtestfizikában), kémiában célszerű bizonyos jelenségek egyszerűbb megfogalmazása érdekében. Elektronlyuknak nevezzük az elektron hiányát egy olyan helyen vagy állapotban, melyben az elektron megtalálható lenne. Az elektronlyuk nem összetévesztendő az elektron antirészecske párjával, a pozitronnal.
Az elektronlyuk koncepciója az alábbi számítások során lehet hasznos:
- Ha egy elektronokat tartalmazó rendszerben egy elektron gerjesztődik, ezáltal magasabb energiaszintre lép, akkor maga mögött egy elektronlyukat hagy. Ez a felfogás leegyszerűsíti olyan jelenségek magyarázatát, mint például a fény abszorpciója elektronokon a fotoelektron-spektroszkópiában vagy az elektronok elektronokon történő szóródása az Auger-elektron-spektroszkópiában.
- Szilárdtestek, kristályok elektron sávszerkezetében az elektronok effektív tömeggel jellemezhetők, mely a sáv tetején tipikusan negatív értékű. A sáv elektronjainak jellemzésekor továbbá célszerűbbé válik a sáv összes elektronjának leírása helyett a sávból hiányzó néhány elektron leírása. Ezek a jelenségek az elektronlyuk bevezetésével egyszerűbbé válnak.

## A szilárdtestfizikában
A szilárdtestfizikában az elektronlyuk egy elektronhiányt jelöl egy amúgy teljesen betöltött vegyértéksávban. A lyukak koncepciója segít megérteni a majdnem teljesen betöltött sávok jellemzőit oly módon, hogy a sávban tartózkodó sok elektron helyett a hiányzó néhány elektront írja le. Bizonyos szempontokból a lyukak egy félvezető kristály sávszerkezetében hasonlítanak a majdnem telt palackban levő buborékokhoz.

### Egyszerűsített analógia: üres hely az előadóban
A vegyértéksáv lyukkoncentrációját gyakran az alábbi analógiával szemléltetik. Tekintsünk egy előadótermet, melyben egy sorban éppen annyi ember ül, ahány ülőhely van az adott sorban. Ha valaki a sor közepén távozik, akkor átlépi a mögötte álló padsort, hogy a következő üres sorba jusson, majd kisétál a teremből. A majdnem telt sorban ekkor egy lyuk keletkezik. Ez a sor az analógiánkban az egy elektronlyukat tartalmazó vegyértéksávot szimbolizálja, az üres sor a vezetési sávnak, a távozó ember pedig a szabad elektronnak felel meg.

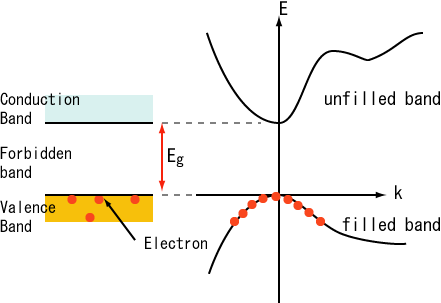
Egy félvezető energia-sávszerkezete és az egyes sávok diszperziós relációja. A felső, betöltetlen vezetési sáv konvex görbéje az itt lehetséges részecskék pozitív effektív tömegét jelzi. Alatta a betöltött vegyértéksáv konkáv görbéje azt jelzi, hogy ezek a részecskék negatív effektív tömeggel jellemezhetők.

Ebben a pillanatban valaki belép a terembe és le szeretne ülni. Tegyük fel, hogy ebből a sorból jobban rálátni a táblára, ezért nem hajlandó az üres sorban leülni. Ekkor az üres hely mellett ülő ember átül az üres helyre, mellyel az üres hely eggyel közelebb jut a leülni kívánó emberhez. Mindez addig ismétlődik, míg az üres hely oda nem ér a padsor széléhez, hogy ő leülhessen. Ekkor tulajdonképpen azt mondhatjuk, hogy az üres hely mozdult el a leülni készülő ember felé. Az analógia azt a folyamatot szemlélteti, amikor az elektronok helyett inkább egy elektronlyukat tekintünk mozgó, kölcsönható részecskének.
Ne feledjük azonban, hogy ez az egyszerűsített kép nagyon durva, az elektronlyukak sok jellemzőjét nem szemlélteti, leírásukhoz teljesebb kép szükséges.

### Elektronlyuk, mint az elektron hiánya
Az elektronlyukak leírása a szilárdtestek elektronszerkezetének részletesebb tárgyalásával adható meg.

## Fordítás
Ez a szócikk részben vagy egészben  az   Electron hole című angol Wikipédia-szócikk fordításán alapul.  Az eredeti cikk szerkesztőit annak laptörténete sorolja fel. Ez a jelzés csupán a megfogalmazás eredetét és a szerzői jogokat jelzi, nem szolgál a cikkben szereplő információk forrásmegjelöléseként.